# Kisszered
Kisszered (szerbül Мало Средиште / Malo Središte, románul Srediștea Mică, németül Klein-Sredischte) település Szerbiában, a Vajdaságban, a Dél-bánsági körzetben, Versec községben.

## Fekvése
Versectől északkeletre, a Verseczi-hegység alatt, Versec és Nagyszered közt fekvő település.

## Története
Kisszered nevét at 1717. évi kamarai jegyzék említette először Malo-Szeretiste néven. Ekkor 20 ház állt a településen.
Az 1723-1725-ös gróf Mercy térkép, Mal Sredisa néven, pusztaként tüntette fel, az 1761-es térképen pedig Mali Sredista alakban fordult elő, míg az 1783. évi térkép e helyen a Sredistie-kolostor-t tüntette fel.
1841-ben a települést Lazarevics Golub vásárolta meg a kincstártól.
1910-ben 637 lakosából 8 német, 612 román volt. Ebből 8 római katolikus, 629 görögkeleti ortodox volt.
A trianoni békeszerződés előtt Temes vármegye Verseczi járásához tartozott.

## Népesség

### Demográfiai változások[1]
| Lakosok száma | 436  | 435  | 405  | 295  | 223  | 161  | 120  | 89   |
|               | 1948 | 1953 | 1961 | 1971 | 1981 | 1991 | 2002 | 2011 |

## Nevezetességek
- Görögkeleti temploma - 1878-ban épült a régi kolostor helyén, ezért a falut román lakói Pernyávának (zárdafalu) is nevezik

## Források

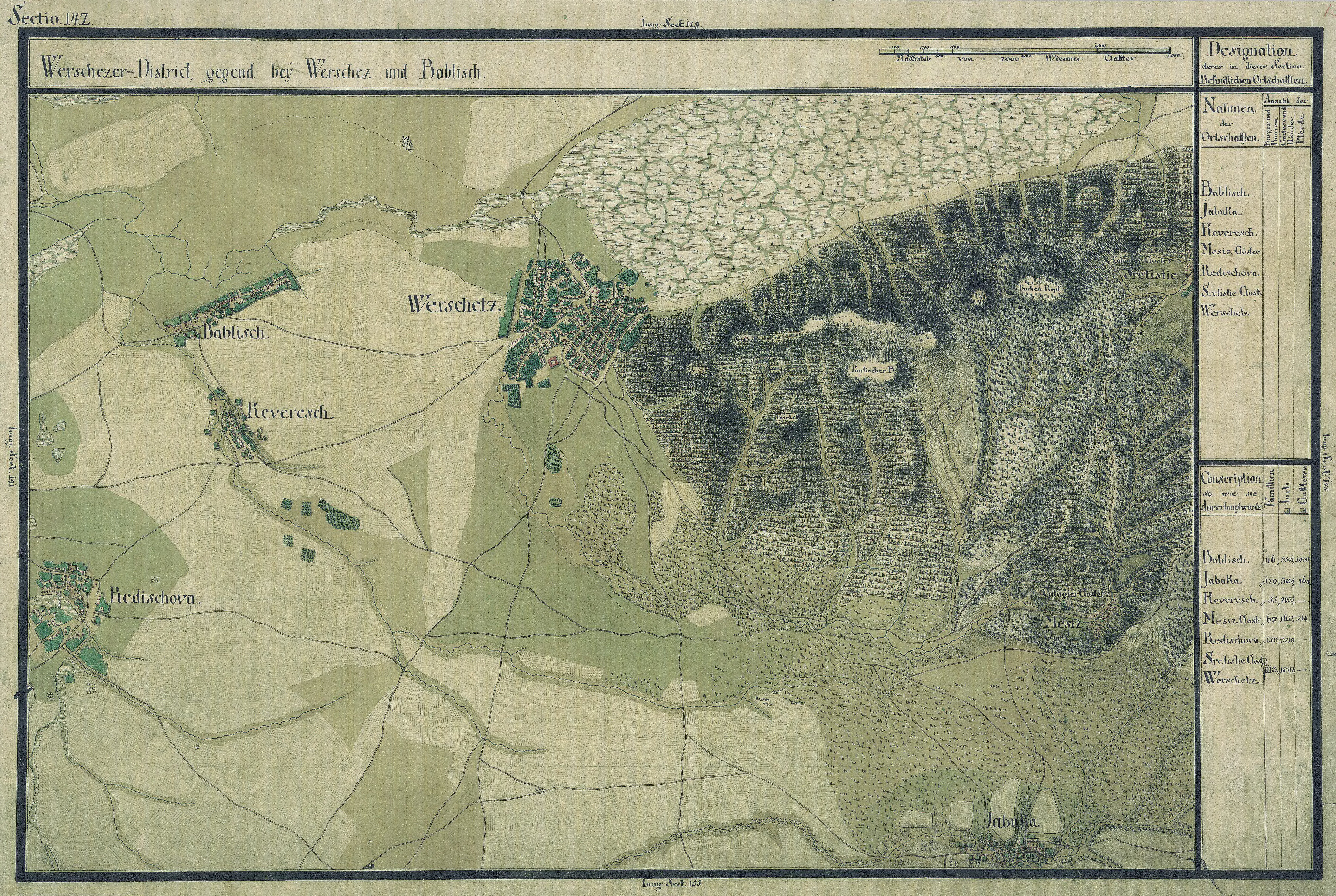
Kisszered egy régi térképen.